# Groeninge
Groeninge is een straat in de Belgische stad Brugge.

## Beschrijving
Toen voor het eerst Groeninge werd vermeld in documenten was dit tegen het einde van de 13de eeuw. Het ging om een tamelijk uitgestrekte wijk. Toen een straat in die wijk ontstond, kreeg hij dezelfde naam.
Het woord Groeninge betekent: groene (bomen, planten) weide (inge of inghe) of oppervlakte. Ook het Nederlandse Groningen heet oorspronkelijk Groeningen. De wijk, voor hij bebouwd werd, behoorde tot de groene zone rond de stad Brugge en lag naast het eikenbos dat zijn naam gaf aan de abdij Ten Eekhoutte en van daar ook aan de Eekhoutstraat en de Eekhoutpoort.
Groeninge ('straat' wordt daar niet aan toegevoegd) loopt van de Nieuwe Gentweg, rechtover de Driekroezenstraat, in tweevoudige winkelhaak tot aan de Dijver. Het noordelijk deel, dat tussen het Groeningemuseum en het Arentshof loopt, heette in de 14de eeuw tot aan de brug over de Eekhoutrei het cleen straetkin totter groeninghe brucghe en van de 15de tot het einde van de 17de eeuw, het Melcwietstraetkin. Dit althans volgens de aantekeningen van Jos De Smet. Het woord komt daarentegen niet voor bij Karel De Flou.